# Björnbergstjärnen (Överkalix socken, Norrbotten)
Björnbergstjärnen är en sjö i Överkalix kommun i Norrbotten och ingår i Sangisälvens huvudavrinningsområde.